# Castanheira de Pera (freguesia)
Castanheira de Pera is een plaats (freguesia) in de Portugese gemeente Castanheira de Pera en telt 3 579 inwoners (2001).